# ۱۴۶۴ (میلادی)
۱۴۶۴ (میلادی) هزار و چهارصد و شصت و چهارمین سال تقویم میلادی است.

## درگذشتگان
- ۱۴ اوت – پیوس دوم، کشیش کاتولیک، کشیش، و دیپلمات لهستانی (ز. ۱۴۰۵)